# Radicaal van een ideaal
In de algebra, is het radicaal van een ideaal een unaire operatie op de collectie der idealen van een commutatieve ring. Gegeven een ideaal {\displaystyle I} van een commutatieve ring, dan bestaat het radicaal van {\displaystyle I} uit alle elementen van die ring waarvan een macht in {\displaystyle I} ligt. Wanneer een ideaal samenvalt met zijn eigen radicaal, dan spreekt men van een radicaal ideaal. 
Het begrip radicaal van een ideaal is zeer nauw verbonden met de algebraïsche meetkunde. Hilberts Nullstellensatz bevestigt dat de correspondentie tussen algebraïsche deelverzamelingen van de affiene ruimte {\displaystyle K^{n}} en radicale idealen van de veeltermring {\displaystyle K[x_{1},\ldots ,x_{n}]} bijectief is.

## Definitie
Als {\displaystyle I} een ideaal van een commutatieve ring {\displaystyle A} is, wordt het radicaal van {\displaystyle I} gedefinieerd als:
{\displaystyle {\sqrt {I}}=\{x\in A|\exists n\in \mathbb {N} :x^{n}\in I\}}
Andere notaties zijn: {\displaystyle \mathrm {Rad} (I)} en {\displaystyle \mathrm {rad} (I).} Het radicaal van een ideaal is opnieuw een ideaal, want
{\displaystyle x^{n}\in I\Rightarrow \forall a\in A:(ax)^{n}\in I}
{\displaystyle x^{n}\in I,y^{m}\in I\Rightarrow (x+y)^{n+m-1}=\left(x^{n+m-1}+\ldots +c_{n}x^{n}y^{m-1}\right)+\left(c_{m}y^{m}x^{n-1}+\ldots +y^{n+m-1}\right)\in I}
Equivalent met de definitie is dat {\displaystyle {\sqrt {I}}} de doorsnede is van alle priemidealen die {\displaystyle I} omvatten.

## Eigenschappen
Het radicaal van een ideaal {\displaystyle I} heeft de volgende eigenschappen:
{\displaystyle {\sqrt {\sqrt {I}}}={\sqrt {I}}}
{\displaystyle {\sqrt {I+J}}={\sqrt {{\sqrt {I}}+{\sqrt {J}}}}}

## Verwante begrippen

### Nulradicaal
Het nulradicaal of nilradicaal van een commutatieve ring {\displaystyle A} met eenheidselement, genoteerd {\displaystyle N(A),} is het radicaal van het triviale ideaal {0}. Het is de verzameling der nilpotente elementen van {\displaystyle A.} Wegens de gelijkwaardige alternatieve definitie is het ook de doorsnede van alle priemidealen van {\displaystyle A.}

### Jacobson-radicaal
Het Jacobson-radicaal van een commutatieve ring {\displaystyle A} met eenheidselement, genoteerd {\displaystyle J(A)}, is de doorsnede van alle maximale idealen van {\displaystyle A.}

### Primair ideaal
Een ideaal {\displaystyle I} van een commutatieve ring {\displaystyle A} met eenheidselement heet primair als voor ieder paar elementen waarvan het product in {\displaystyle I} ligt, minstens een van beide elementen tot het radicaal van {\displaystyle I} behoort:
{\displaystyle \forall x,y\in A:x.y\in I\Rightarrow x\in I\vee \exists n\in \mathbb {N} ,y^{n}\in I}